# Paracobitis boutanensis
Paracobitis boutanensis är en fiskart som först beskrevs av Mcclelland 1842.  Paracobitis boutanensis ingår i släktet Paracobitis och familjen grönlingsfiskar. Inga underarter finns listade i Catalogue of Life.